# シード (文具)
株式会社シードは、大阪府豊中市に本社を置く日本の文具メーカー。消しゴムを中心とする製品を製造する。1915年創業。
企業アイデンティティは「消すものづくり。」。
なお、コンタクトレンズ大手のシードとは資本関係などを一切持たない、別会社である。

## 概要
1915年（大正4年）に大阪市都島区に三木康作ゴム製造所として創業。1950年（昭和25年）にシードゴム工業への改名を経て、2002年（平成14年）に営業・販売部門を担っていたシード商事と合併し、現在の社名へとなった。2023年（令和5年）に豊中市へ本社移転。
天然ゴム原料の消しゴムが主流の中、1958年にプラスチック消しゴムを世界に先駆けて生産開始した。また、1989年に修正テープを世界で初めて開発した。代表製品の1つであるプラスチック消しゴムの「レーダー」は1968年（昭和43年）の発売開始よりラインナップを拡大しながらも今日まで販売を続ける同社のロングセラー商品である。
近年では文具としての消しゴム製品の他に、けしごむスタンプ製作に特化したキットや、「住まいの消しゴム」と銘打った住居掃除用品の開発も行なっており、文具の枠を超えて「消す」ことに関連した商品を自社で多数開発・製造している。自社製品の他にも他社への技術ライセンスやOEM展開を行なっており、消しゴムの国内シェアは80%以上に上る。
1943年（昭和18年）に発足した日本字消工業会の発足当時からの会員企業である。会員企業には同工業会が自主規格によって制定した安全・品質を保証するクリーンマーク（安全管理マーク）の表示が認められている。クリーンマークには各企業に振り分けられた固有番号の表示があり、その内「01」番は同社を指す。

## 商号の由来
イソップ童話に登場する「カラスと水差し」の物語から着想されたと言われている。何事も諦めずに知恵を絞れば目的を達することができる、その「知恵の実 (SEED)」を地道に積み重ねることが将来の大きな力になる、の意を込めて名付けられた。
2017年（平成29年）1月にロゴ・シンボルマークを刷新した。先進的なイメージを打ち出す記号化されたデザインへと変更した。シンボルマークの鳥は「八咫烏」をイメージしたものである。

## 沿革

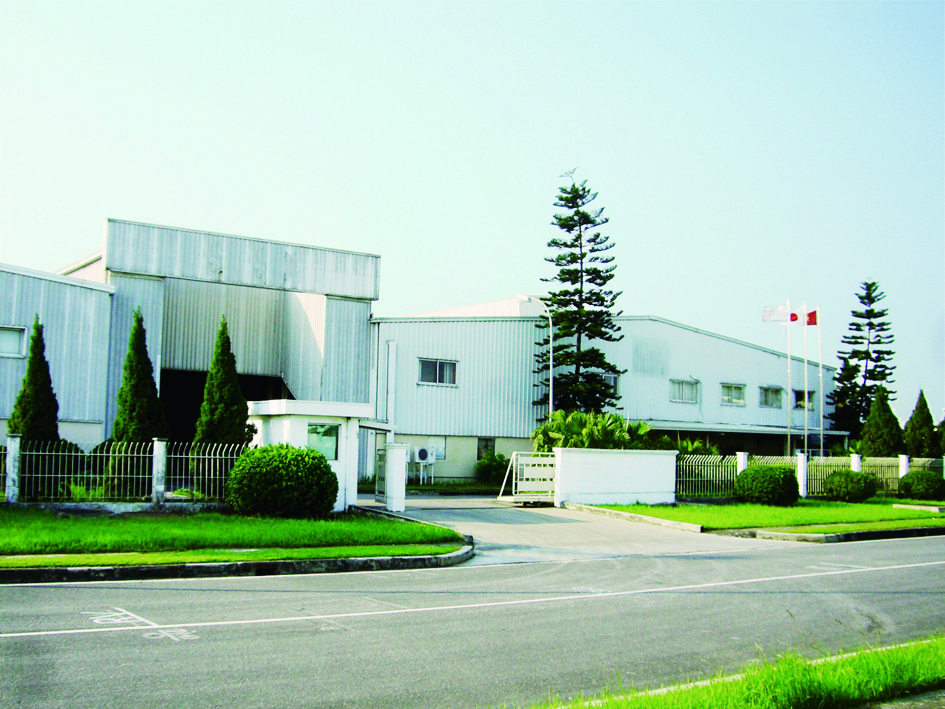
シードベトナム・ハノイ工場（2003年操業開始）

- 1915年 (大正4年) ：大阪市都島区にて前身「三木康作ゴム製造所」創業[2]。
- 1923年 (大正12年)：「SEED」を商標登録。
- 1943年 (昭和18年)：日本字消工業会が発足。
- 1950年 (昭和25年)：シードゴム工業株式会社に商号変更。
- 1955年 (昭和30年)：消しゴムで日本工業会規格表示 (JIS規格) を取得。
- 1956年 (昭和31年)：プラスチック消しゴムの生産開始。
- 1968年 (昭和43年)：プラスチック消しゴム「Radar (レーダー)」生産開始。
- 1970年 (昭和45年)：雑誌『暮しの手帖』の商品テストで「レーダー」が高評価され、主力商品へと台頭する。
- 1977年 (昭和52年)：「ねり消しゴム」を発売。
- 1980年 (昭和55年)：「コーラねり消し」を発売。
- 1985年 (昭和60年)：「ノンダスト」「ネオレーダー」を発売。
- 1986年 (昭和61年)：「フォーシャープ」発売。
- 1988年 (昭和63年)：「スレンディ」発売。
- 1989年 (平成元年)：修正テープ「ケシワード」発売。
- 1991年 (平成3年) ：修正テープ「ケシワードII」幕張メッセで開催されたISOT1991見本市にて発表。
- 1996年 (平成8年) ：廃ビニールを使用した「リサイクル消しゴム」を発売。
- 1997年 (平成9年) ：横引きコンパクトモデルの「ケシワードIII」を発売。
- 1998年 (平成10年)：品質管理および品質保証に関する国際規格「ISO9001」認証取得。
- 1999年 (平成11年)：環境マネジメントシステム「ISO14001」認証取得。
- 2002年 (平成14年)：シード商事と合併し、ベトナムに100%子会社のシードベトナム(SEED VIETNAM CO., LTD.)を設立。
- 2006年 (平成18年)
  - 4月：「KESHIQ」発売。MoMA (ニューヨーク近代美術館) ミュージアムストアでも取り扱われる。
  - 11月：けしごむスタンプ用製品「ほるナビ」を発売。
- 2013年 (平成25年)
  - 10月：住まいの消しゴムシリーズを発売し、ホームセンター・ドラッグストア市場に参入。
  - 12月：「ほるなびアドバイザー養成講座」を開設。
- 2015年 (平成27年)：創業100周年を迎える。
- 2017年 (平成29年)：1月にロゴ・シンボルマーク刷新を発表。
- 2019年 (令和元年)：透明でよく消える消しゴム「クリアレーダー」を発売。
- 2023年 (令和5年)：本社を創業地の大阪市都島区から大阪府豊中市に移転。[5]

## 主な商品

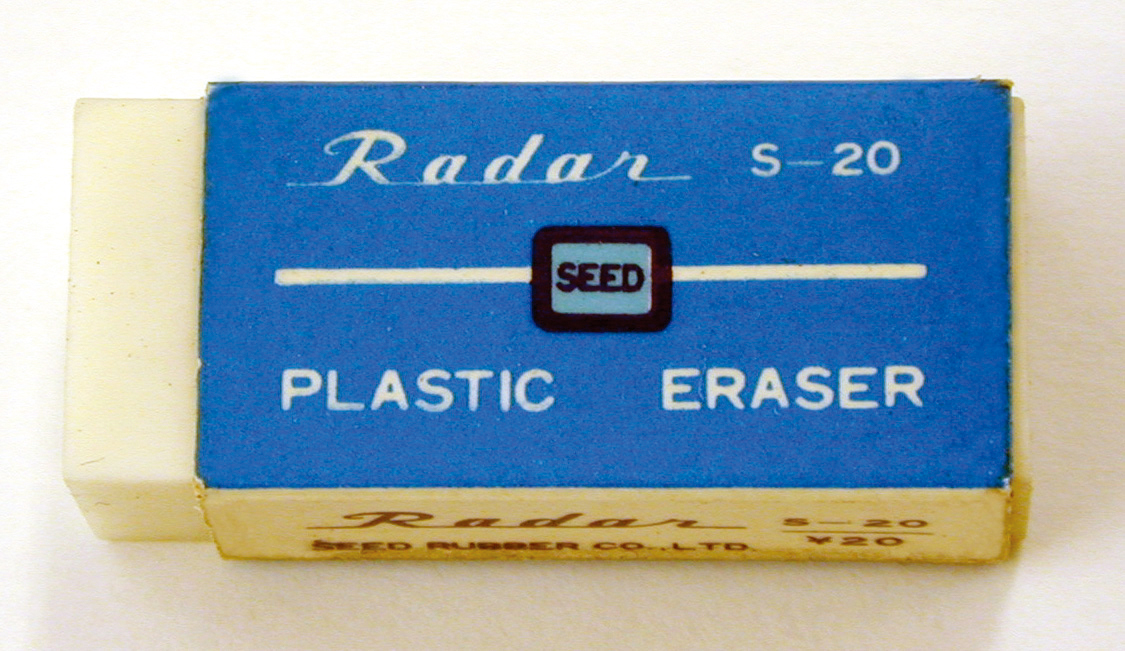
1968年（昭和43年）販売当初のレーダー

プラスチック消しゴム「レーダー」1968年（昭和43年）発売開始。発売当時より続く青いパッケージが特徴。97%の高い消字率と丈夫なプラスチック消しゴムとして脚光を浴びる。サイズ・性能共に豊富なラインナップを揃えている。2019年9月、透明でよく消える消しゴム「クリアレーダー」を発売。
修正テープ1989年に世界で初めて商品開発に成功。KESHIWORDを中心としたブランド展開を行なっている。
ほるナビけしごむスタンプ作成専用の2色層構造の板状消しゴム。色分けにより彫り跡を明確にし、彫りやすさを追求した商品。姉妹品として、刃物を使わずに彫れる子ども向けの「ラクほり」がある。消しゴムスタンプ作家とのコラボレーション商品も展開されている。
住まいの消しゴムシリーズ2013年より展開を開始。「消す」技術を住宅分野に応用した製品。キッチン周りの水アカ、サビ、シンク汚れ用消しゴムなど。姉妹品としてコンパクトサイズにしてオフィスで使い易い様アレンジした「オフィスおもいの消しゴム」シリーズも展開している。

## その他
- 1993年（平成5年）
  - 1992年（平成6年）度グッドデザイン賞受賞：ケシワードII
- 2001年（平成13年）
  - 安全推進賞 (大阪労働局長)
  - 大阪市中小企業快適工場 (大阪市長)
- 2007年（平成19年）
  - 知的で元気な企業2007 (経済産業省)
- 2008年（平成20年）
  - 明日の日本を支える元気なモノ作り中小企業300社 (経済産業大臣)
  - 労働安全衛生奨励賞 (経済産業大臣)
- 2009年（平成21年）
  - 知財功労賞 (産業財産権制度活用優良企業等表彰) (経済産業大臣)
- 2010年（平成22年）
  - 文紙MESSE2010　文具ワンダーランド　デザイン部門最優秀賞：ニコケシ
- 2011年（平成23年）
  - 文紙MESSE2011　文具ワンダーランド　デザイン部門最優秀賞：どうぶつニコケシ
  - 労働安全衛生優良賞 (厚生労働大臣)